# Corothamus pseudoprocumbens
Corothamus pseudoprocumbens là một loài thực vật có hoa trong họ Đậu. Loài này được (Markgr.) Skalická mô tả khoa học đầu tiên năm 1967.